# Heinrich-Sinz-Straße 14/16

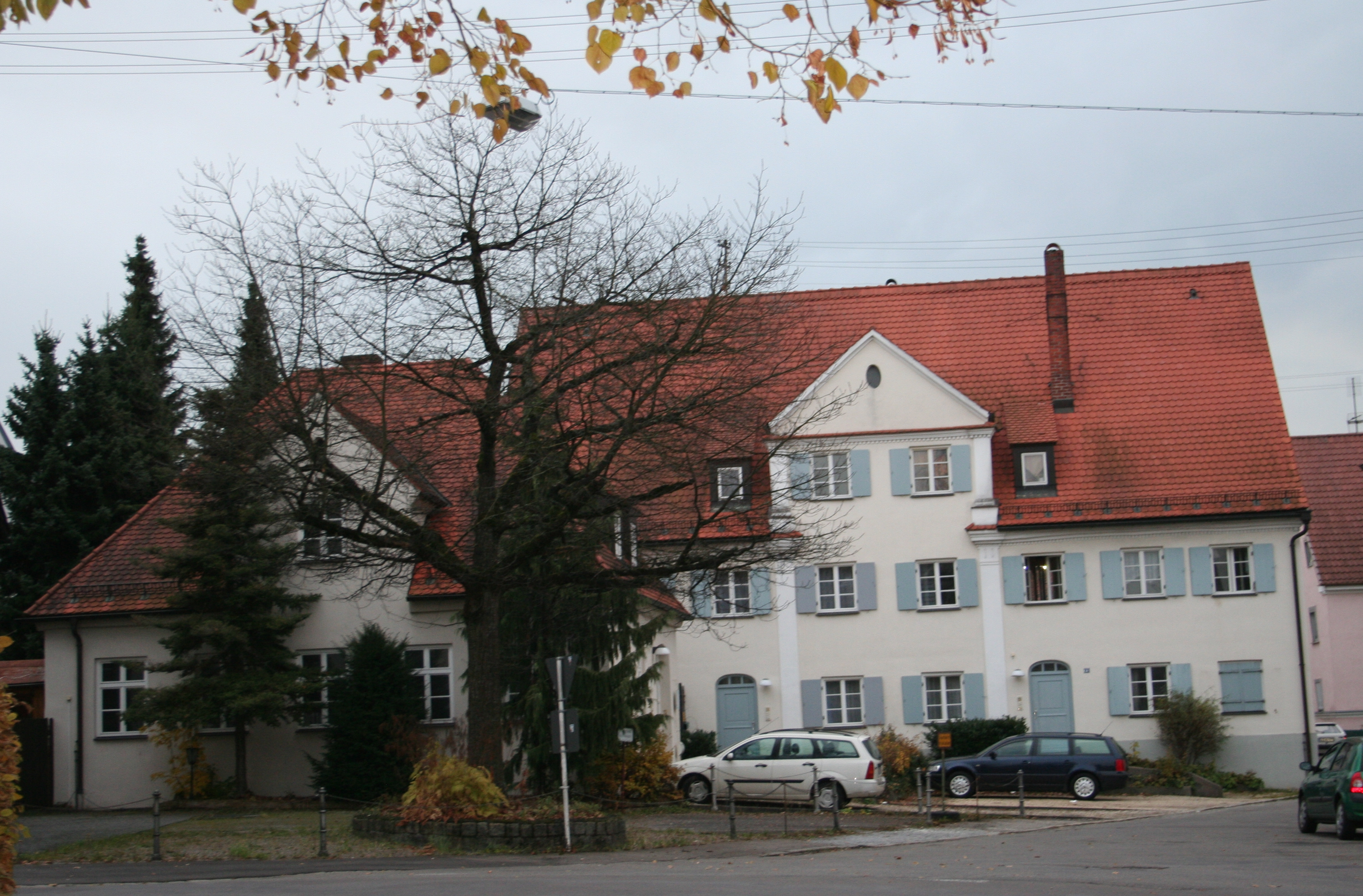
Gebäude Heinrich-Sinz-Straße 14/16 in Hürben

Das Gebäude Heinrich-Sinz-Straße 14/16 in Hürben, einem Stadtteil von Krumbach im schwäbischen Landkreis Günzburg in Bayern, wurde um 1800 errichtet. Das repräsentative Doppelhaus ist ein geschütztes Baudenkmal.
Der Satteldachbau über rechtwinkligem Grundriss mit Mittelrisalit, nahe der ehemaligen Synagoge gelegen, wurde für die Brüder Levinger errichtet, die beide Kaufleute und Mitglieder der Jüdischen Gemeinde Hürben waren.  
Das Wohnhaus weist klassizistische Architekturelemente (Zahnfries, Lisenen und Pilaster mit stilisierten Triglyphen) auf, die, wie bei einigen anderen jüdischen Häusern in Hürben, an die von Joseph Dossenberger errichteten Häuser dieses Bautyps erinnern. Die Giebelkammer des Risalits diente als Ort des Laubhüttenfestes.